# Raymond Barre
Raymond Barre (; n. 12 aprilie 1924, Saint-Denis, Franța – d. 25 august 2007, Paris, Île-de-France, Franța) a fost un economist și un om politic francez. A fost vicepreședinte al Comisiei Europene din 1967 până în 1973, prim-ministrul Franței din 27 august 1976 până în 13 mai 1981 în cadrul președinției lui Valéry Giscard d'Estaing, și primarul orașului Lyon din 1995 până în 2001.

## Legături externe
- fr  Biografie pe site-ul Guvernului Franței